# ژوائو سوارز دا موتا نیتو
ژوائو سوارز دا موتا نیتو (به پرتغالی: João Soares da Mota Neto) مهاجم اهل برزیل است که در شهر فورتالزا-سئارا و در تاریخ ۲۱ نوامبر ۱۹۸۰ به دنیا آمده‌است.
ژوائو سوارز دا موتا نیتو در تیم‌های فوتبال Ceará سابقهٔ حضور دارد.